# 近藤健一
近藤 健一（こんどう けんいち、1983年4月2日 - ）は、長崎県南島原市（旧南高来郡有家町）出身の元サッカー選手。ポジションはゴールキーパー（GK）。

## 来歴
小学5年生の時にサッカーを始める。当時からGKを務め、西有家中学校在籍時には長崎県選抜チームに入り、九州中学選抜大会で優勝。1999年に国見高校に進学し、同期の徳重健太、徳永悠平、片山奨典、蒲原達也ら と共に全国高校選手権優勝 など数々のタイトルを獲得したが、正GKには徳重が据えられたため、近藤の公式戦出場機会は乏しかった。3年時には長崎県選抜として国民体育大会サッカー競技に参加。
2002年にJ1のFC東京と契約。着々とプロとしての身体作りと技術を成長させ、2003年には土肥洋一に次ぐ第2GKとしてベンチ入りメンバーに入るようになった。また、この年のJサテライトリーグでも7試合にフル出場し、4試合を無失点に抑えた。しかし、翌2004年のシーズン開幕前キャンプ中に右膝前十字靭帯および内側側副靭帯を損傷。全治10ヶ月の診断を受け 長期離脱。同シーズンをリハビリに費やした。12月に復帰し、2005年から再びポジション争いに臨んだが、膝への負荷から関節軟骨を損傷し、再離脱。公式戦出場は無いままこの年限りでFC東京を退団した。
2006年に九州サッカーリーグに所属していた地元長崎県のV・ファーレン長崎に完全移籍。堤喬也とのポジション争いを制し 正GKとして活躍した。2008年には全国地域リーグ決勝大会の全6試合を無失点で切り抜け、長崎のJFL昇格に貢献した。なお、同時期、母校の国見高校でGKコーチを務めており、この間、長崎とはアマチュア契約を結んでいた。2012年は怪我で出遅れたため 新加入の原田欽庸の台頭を許し、出場機会に恵まれず、日本フットボールリーグ優勝とJリーグ ディビジョン2昇格を見届けてシーズン終了後に退団した。長崎はJリーグ入りを目指す中で大幅に選手を入れ替えていったため、近藤は数少ない地元出身選手、古参選手となり、ピッチ外での地域活動等にも積極的に参加。選手を代表して行動する機会も多かった。
2013年3月10日、現役引退を公表。同年よりV・ファーレン長崎のスポンサーでもあるチョープロ に勤務。

## 所属クラブ
- 1990年 - 1995年 西有家町立西有家小学校[1](現 南島原市立西有家小学校)
- 1996年 - 1998年 西有家町立西有家中学校[1](現 南島原市立西有家中学校)
- 1999年 - 2001年 長崎県立国見高等学校
- 2002年 - 2005年  FC東京
- 2006年 - 2012年  V・ファーレン長崎

## 個人成績
| 国内大会個人成績 | 国内大会個人成績 | 国内大会個人成績 | 国内大会個人成績 | 国内大会個人成績 | 国内大会個人成績 | 国内大会個人成績 | 国内大会個人成績 | 国内大会個人成績 | 国内大会個人成績 | 国内大会個人成績 | 国内大会個人成績 |
| 年度             | クラブ           | 背番号           | リーグ           | リーグ戦         | リーグ戦         | リーグ杯         | リーグ杯         | オープン杯       | オープン杯       | 期間通算         | 期間通算         |
| 年度             | クラブ           | 背番号           | リーグ           | 出場             | 得点             | 出場             | 得点             | 出場             | 得点             | 出場             | 得点             |
| 日本             | 日本             | 日本             | 日本             | リーグ戦         | リーグ戦         | リーグ杯         | リーグ杯         | 天皇杯           | 天皇杯           | 期間通算         | 期間通算         |
| ---------------- | ---------------- | ---------------- | ---------------- | ---------------- | ---------------- | ---------------- | ---------------- | ---------------- | ---------------- | ---------------- | ---------------- |
| 2002             | FC東京           | 31               | J1               | 0                | 0                | 0                | 0                | 0                | 0                | 0                | 0                |
| 2003             | FC東京           | 31               | J1               | 0                | 0                | 0                | 0                | 0                | 0                | 0                | 0                |
| 2004             | FC東京           | 31               | J1               | 0                | 0                | 0                | 0                | 0                | 0                | 0                | 0                |
| 2005             | FC東京           | 31               | J1               | 0                | 0                | 0                | 0                | 0                | 0                | 0                | 0                |
| 2006             | 長崎             | 1                | 九州             | 9                | 0                | -                | -                | 1                | 0                | 10               | 0                |
| 2007             | 長崎             | 1                | 九州             | 19               | 0                | -                | -                | 0                | 0                | 19               | 0                |
| 2008             | 長崎             | 1                | 九州             | 18               | 0                | -                | -                | -                | -                | 18               | 0                |
| 2009             | 長崎             | 1                | JFL              | 34               | 0                | -                | -                | 2                | 0                | 36               | 0                |
| 2010             | 長崎             | 1                | JFL              | 33               | 0                | -                | -                | 1                | 0                | 34               | 0                |
| 2011             | 長崎             | 1                | JFL              | 24               | 0                | -                | -                | 1                | 0                | 25               | 0                |
| 2012             | 長崎             | 1                | JFL              | 0                | 0                | -                | -                | 0                | 0                | 0                | 0                |
| 通算             | 日本             | 日本             | J1               | 0                | 0                | 0                | 0                | 0                | 0                | 0                | 0                |
| 通算             | 日本             | 日本             | JFL              | 91               | 0                | -                | -                | 4                | 0                | 95               | 0                |
| 通算             | 日本             | 日本             | 九州             | 46               | 0                | -                | -                | 1                | 0                | 47               | 0                |
| 総通算           | 総通算           | 総通算           | 総通算           | 137              | 0                | 0                | 0                | 5                | 0                | 142              | 0                |

その他の公式戦出場
- 2008年
  - 第32回全国地域サッカーリーグ決勝大会 - 6試合0得点

## 指導歴
- 2007年-2008年 国見高校サッカー部 GKコーチ

## タイトル
- 全国高等学校総合体育大会サッカー競技大会 (2000年)
- 国民体育大会サッカー競技 (2000年)
- 全国高等学校サッカー選手権大会 (2000年、2001年)
- 高円宮杯全日本ユース(U-18)サッカー選手権大会 (2001年)
- Jリーグカップ (2004年)
- 九州サッカーリーグ (2006年)